# Liste der Naturdenkmale in Suhl
In der Liste der Naturdenkmale in Suhl sind die Naturdenkmale im Gebiet der Stadt Suhl in Thüringen aufgelistet.

## Naturdenkmale
| Nr. | Bezeichnung                       | Botanische Bezeichnung  | Lage                                                              | Gemarkung   | Beschreibung | Bild            |
| --- | --------------------------------- | ----------------------- | ----------------------------------------------------------------- | ----------- | --- | --------------- |
| 1   | Edelkastanie am Aschenhof         | Castanea sativa         | 50° 37′ 34,9″ N, 10° 37′ 17,1″ O                                  | Albrechts   | | Bild gesucht BW |
| 2   | Douglasie am Sportplatz           | Pseudotsuga menziesii   | 50° 37′ 19,2″ N, 10° 38′ 26,9″ O                                  | Albrechts   | | Bild gesucht BW |
| 3   | Eiche Steinfelder Weg             | Quercus petrea          | 50° 37′ 5″ N, 10° 38′ 42,3″ O                                     | Albrechts   | | Bild gesucht BW |
| 4   | Eiche Schöne Aussicht             | Quercus petrea          | 50° 37′ 4,6″ N, 10° 38′ 46,4″ O                                   | Albrechts   | | Bild gesucht BW |
| 5   | Goldbach-Erle                     | Alnus glutinosa         | 50° 36′ 58,6″ N, 10° 39′ 0,6″ O                                   | Albrechts   | | Bild gesucht BW |
| 6   | Friedhofs-Linden                  | Tilia platyphyllos      | 50° 36′ 9,9″ N, 10° 35′ 23,4″ O 50° 36′ 9,7″ N, 10° 35′ 23,3″ O   | Dietzhausen | 2 Sommerlinden | Bild gesucht BW |
| 7   | Winterlinde                       |                         | 50° 40′ 42,4″ N, 10° 47′ 28,1″ O                                  | Gehlberg    | Garten an der Gemeindeverwaltung, Hauptstraße 41                                                                                  | Bild gesucht BW |
| 8   | Sommerlinde                       |                         | 50° 40′ 41,3″ N, 10° 47′ 26″ O                                    | Gehlberg    | im Kurpark, gegenüber Hauptstraße 41 / Elgersburger Straße                                                                        | Bild gesucht BW |
| 9   | Bergahorn                         |                         | 50° 40′ 36,5″ N, 10° 47′ 30,7″ O                                  | Gehlberg    | Gelände der alten Glashütte, Ritterstr. 1                                                                                         | Bild gesucht BW |
| 10  | 2 Fichten                         |                         | 50° 40′ 49,9″ N, 10° 48′ 1,2″ O                                   | Gehlberg    | Etwa 100 m Luftlinie westlich des Gerastolleneingangs am Schneidemühlenweg.                                                       | Bild gesucht BW |
| 11  | Linde am Dorfplatz                | Tilia cordata           | 50° 37′ 53,4″ N, 10° 44′ 49,5″ O                                  | Goldlauter  | | Bild gesucht BW |
| 12  | Linde an der Kirche               | Tilia cordata           | 50° 37′ 53,9″ N, 10° 44′ 52,4″ O                                  | Goldlauter  | | Bild gesucht BW |
| 13  | Feuchte-Wiese-Eschen              | Fraxinus excelsior      | 50° 38′ 14,9″ N, 10° 43′ 22,5″ O 50° 38′ 14,8″ N, 10° 43′ 22,2″ O | Heidersbach | 2 Eschen | Bild gesucht BW |
| 14  | Eiche in der Hofgasse             | Quercus robur           | 50° 36′ 20,6″ N, 10° 37′ 29,3″ O                                  | Mäbendorf   | | Bild gesucht BW |
| 15  | Buche am Haak                     | Fagus sylvatica         | 50° 36′ 5,6″ N, 10° 37′ 50,6″ O                                   | Mäbendorf   | | Bild gesucht BW |
| 16  | Eiche am Haak                     | Quercus petrea          | 50° 36′ 5,1″ N, 10° 37′ 50,4″ O                                   | Mäbendorf   | | Bild gesucht BW |
| 17  | Linde am Sandstieg                | Tilia cordata           | 50° 36′ 43,1″ N, 10° 41′ 0,2″ O                                   | Suhl        | | Bild gesucht BW |
| 18  | Schwarznuß in der Adam-Riese-Str. | Juglans nigra           | 50° 36′ 26,9″ N, 10° 41′ 33,9″ O                                  | Suhl        | |                 |
| 19  | Hofleiten-Linde                   | Tilia cordata           | 50° 36′ 35,8″ N, 10° 41′ 50″ O                                    | Suhl        | | Bild gesucht BW |
| 20  | Spitzahornallee an der Kunst      | Acer platanoides        | 50° 36′ 23,6″ N, 10° 42′ 31,1″ O                                  | Suhl        | 7 Spitzahorn | Bild gesucht BW |
| 21  | Lutherbuche                       | Fagus sylvatica         | 50° 36′ 36,1″ N, 10° 41′ 35,3″ O                                  | Suhl        | |                 |
| 22  | Hügel-Linde                       | Tilia cordata           | 50° 37′ 11,2″ N, 10° 41′ 59,7″ O                                  | Suhl        | | Bild gesucht BW |
| 23  | Linde in der Lauter               | Tilia cordata           | 50° 37′ 27,4″ N, 10° 42′ 56,9″ O                                  | Suhl        | | Bild gesucht BW |
| 24  | Fröhliche-Mann-Linde              | Tilia cordata           | 50° 37′ 26,9″ N, 10° 42′ 12,6″ O                                  | Suhl        | | Bild gesucht BW |
| 25  | Kastanien an der Hopfenblüte      | Aesculus hippocastaneum | 50° 36′ 5,7″ N, 10° 40′ 25,7″ O 50° 36′ 5,6″ N, 10° 40′ 25,5″ O   | Suhl        | |                 |
|     | Schusterwiese (FND)               |                         | 50° 37′ 15,6″ N, 10° 43′ 25,7″ O                                  |             | 2,00 ha großes Gebiet am Hang des Ringbergs. Geschützt wegen der kleinzahnig vernetzten Feuchtbiotope und den Orchideenvorkommen. | Bild gesucht BW |

## Belege und Anmerkungen
1. ↑  
Verordnung der Stadt Suhl zu den als Naturdenkmal geschützten Bäumen. 30. Juni 2012, abgerufen am 20. April 2016.
2. ↑  
Im Jahr 2013 lief ein Verfahren zur Aufhebung des Schutzes
3. 1 2  
Geschützte Landschaftsbestandteile (GLB), Flächennaturdenkmale (FND). Stadtverwaltung Suhl, abgerufen am 20. April 2016.
4. ↑  Der Rechtsstatus des bereits am 25. November 1981 ausgewiesenen Flächennaturdenkmals entspricht dem eines heutigen geschützten Landschaftsbestandteils.

- Karte mit allen Koordinaten:
- OSM |
- WikiMap